# Garnetts galago
Garnetts galago (Otolemur garnettii) is een nachtactief zoogdier uit de familie van de galago's (Galagidae). De wetenschappelijke naam van de soort werd voor het eerst geldig gepubliceerd door William Ogilby in 1838.

## Beschrijving
Garnetts galago heeft (in vergelijking tot andere galago's van het geslacht Otolemur) vrij kleine oren. De snuit is puntiger en de ogen zijn groter. De soorten verschillen echter het meest in het aantal chromosomen en de vorm van de penis. Een belangrijk kenmerk van deze galagosoort zijn de vingernagels, die aan de top verdikt en scherp zijn. Hiermee klimt hij gemakkelijker tegen dikke boomstammen omhoog.
De vachtkleur verschilt per ondersoort. De rugzijde is roodachtig bruin tot grijs, met vaak een groene glans. De buikzijde is grijswit tot geel van kleur. De staart is aan het einde donkerder van kleur dan de rest van de vacht.
Garnetts galago wordt 23 tot 34 centimeter lang en 550 tot 1200 gram zwaar. De staart is 30 tot 44 centimeter lang. Het mannetje is groter dan het vrouwtje.

## Gedrag
Garnetts galago is een nachtdier. Hij leeft solitair in zijn woongebied. Mannetjes hebben grotere woongebieden, die overlappen met het woongebied van één of meerdere vrouwtjes. De dieren hebben sociaal contact met de andere dieren in zijn woongebied, en trekken ook soms samen op. Ook spelen ze met elkaar, zowel dieren van hetzelfde geslacht als van het andere geslacht. De vrouwtjes zijn dominant: onderzoek in gevangenschap wees uit dat mannetjes vaker vrouwtjes volgen dan andersom, en dat vrouwtjes agressief gedrag kunnen vertonen tegen nieuwe mannetjes.
Hij leeft vooral van vruchten, maar ook van de gom, bloemen en zaden van de Acacia, en van ongewervelden als kevers, sprinkhanen en krekels, kakkerlakken, bidsprinkhanen, duizendpoten, slakken en termieten. Ook grijpt hij weleens een vogel of een vis.
Na een draagtijd van 126 tot 136 dagen worden de jongen geboren tussen augustus en oktober. Er wordt slechts één jong geboren, tweelingen zijn zeldzaam. Alleen de moeder zorgt voor de jongen. De jongen worden gedragen in de mond van de moeder. Aan het begin van het droogteseizoen worden de jongen gespeend. Na vier tot vijf weken zijn de jongen onafhankelijk en gaan ze op zoek naar eigen woongebieden. De mannetjes trekken verder weg dan de vrouwtjes. Na twintig maanden zijn de dieren geslachtsrijp.

## Verspreiding en leefgebied
Hij leeft in kust- en bergbossen, maar ook in galerijbossen langs rivieren, en hij wordt zelfs waargenomen in buitenwijken. Hij komt voor in Kenia en Tanzania, noordwaarts tot de rivier de Juba in Somalië. Ook komt hij voor op de eilanden Zanzibar en Pemba.

## Ondersoorten
De soort heeft de volgende vier ondersoorten:
- Otolemur garnetii garnettii (William Ogilby, 1838) – komt voor op de eilanden Zanzibar en Pemba
- Otolemur garnettii lasiotis (Peters, 1876) – komt voor langs de Oost-Afrikaanse kust van Somalië en Kenia
- Otolemur garnettii panganiensis Matschie, 1905 – komt voor in Tanzania
- Otolemur garnettii kikuyuensis (Lönnberg, 1912) – komt voor in de hooglanden van Kenia, ten oosten van de Grote Slenk